# Эласмотерии
Эласмотерии (лат. Elasmotherium, от др.-греч. ἐλασμὸς — пластина и θηρίον — зверь; связано с пластинчатой складчатостью зубной эмали) — род вымерших млекопитающих из семейства носороговых, обитавших в Евразии с плиоцена до плейстоцена. Отличались крупными размерами (длина до 6 метров, высота до 2,5 метра, вес до 5 тонн). Главная особенность — крупный куполообразный вырост на лбу. Некоторые учёные считают, что на нём находился длинный (более 1,5 м) и толстый рог. В то же время, кости купола очень тонкие, а сам купол имеет губчатую структуру. Ро́га на тонких носовых костях, возможно, не было, или же он в реальности был небольшим. Ноги трёхпалые, довольно стройные. Зубы очень высокие, приспособленные к какой-то растительной пище, перемешанной с абразивными частицами (возможно, кормился травянистой растительностью в низинах вблизи водоёмов). Существовало несколько видов, живших с плиоцена до конца плейстоцена. Известны вероятные наскальные изображения (Капова пещера на Урале, пещеры Испании, Франции).

## История изучения
Изучение эласмотериев в России начал Ф. Ф. Брандт. Существовала гипотеза, предложенная, видимо, его сыном А. Ф. Брандтом, что эласмотерии — прототип мифического единорога.
Начиная с 1928 года изучением «горболобого носорога» (эласмотерия) занимался палеонтолог В. А. Теряев. Ископаемые находки известны от Молдавии до Казахстана, отдельные находки в Китае.
Ископаемые остатки эласмотериев были обнаружены на Таманском полуострове, на побережье Азовского моря. Найденному кавказскому эласмотерию, по оценкам палеонтологов, около миллиона лет. Раскопки продолжались более трёх лет, и после долгой реставрации учёные подготовили скелет к показу. Однако, увидеть главный фрагмент, который и дал название единорогам во всём мире, не удастся, так как рог ископаемого животного был белкового происхождения и поэтому до наших дней не сохранился. На нижнепалеолитической таманской стоянке древних людей Богатыри/Синяя балка в черепе жившего 1,5—1,2 млн л. н. кавказского эласмотерия нашли застрявшее пиковидное орудие из окварцованного доломита.

## Классификация
- Типовой вид — Elasmotherium sibiricum (вероятно, из Поволжья) описан Фишером фон Вальдгеймом в 1808 году. Происходит из плейстоцена Украины, Поволжья, Заволжья, Предуралья, Узбекистана, Сибири, Казахстана, Китая. Вероятно был покрыт шерстью, поскольку входит в состав хазарской фауны, существовавшей в эпоху максимального оледенения (рисс — вюрм). Согласно последним данным, дожил до позднего плейстоцена, наиболее поздние находки датируются возрастом 29 тыс. лет назад[13] . Рисунок из Каповой пещеры, на котором изображён крупный горбатый носорог с единственным длинным рогом, вероятно относится к этому виду[6][14]. Похожие наскальные изображения найдены в пещере Руффиньяк (Франция), хотя, возможно, некоторые из них относятся к вымершему шерстистому носорогу, у которого было 2 рога[6]. Вымер в конце плейстоцена, около 30 тыс. лет назад, в начале последнего ледникового максимума, вероятно из-за резких изменений климата[15][16] и охоты первобытных людей, так как эласмотерии до этого пережили множество изменений климата[6].

- Elasmotherium caucasicum. Вид выделен А. А. Борисяком в 1914 году. Принадлежит к более ранней таманской фауне из раннего плейстоцена Предкавказья и Северного Кавказа. Известен полный скелет, смонтированный в музее Ставрополя. Крупнее типового вида (до 5—6 метров длиной, ростом до 2,5 метров), с несколько более тяжёлым телосложением.
- Более примитивные виды (Elasmotherium pei, Elasmotherium inexpectatum) описаны по отдельным зубам из плиоцена Шаньси (Китай). Они могут быть синонимами кавказского эласмотерия.

В целом эласмотерии были распространены от Восточной Европы до Восточной Сибири. Близкородственные, но более примитивные роды известны из миоцена — плиоцена Китая, Ирана. Находок на территории Западной Европы пока не обнаружено.
Секвенирование митохондриальной ДНК Elasmotherium sibiricum показало, что род эласмотериев откололся от современной группы носорогов около 40 млн лет назад, в эоцене, но самые ранние датировки ископаемых находок предков эласмотериев датируются возрастом 8—9 млн лет назад.

## В культуре
- Эласмотерий фигурирует в научно-популярном сериале ВВС «Доисторический парк»[источник не указан 297 дней].
- Упоминаются в книге «Лезвие бритвы» И. А. Ефремова, опубликованной в 1963 году[значимость факта?].

## Галерея

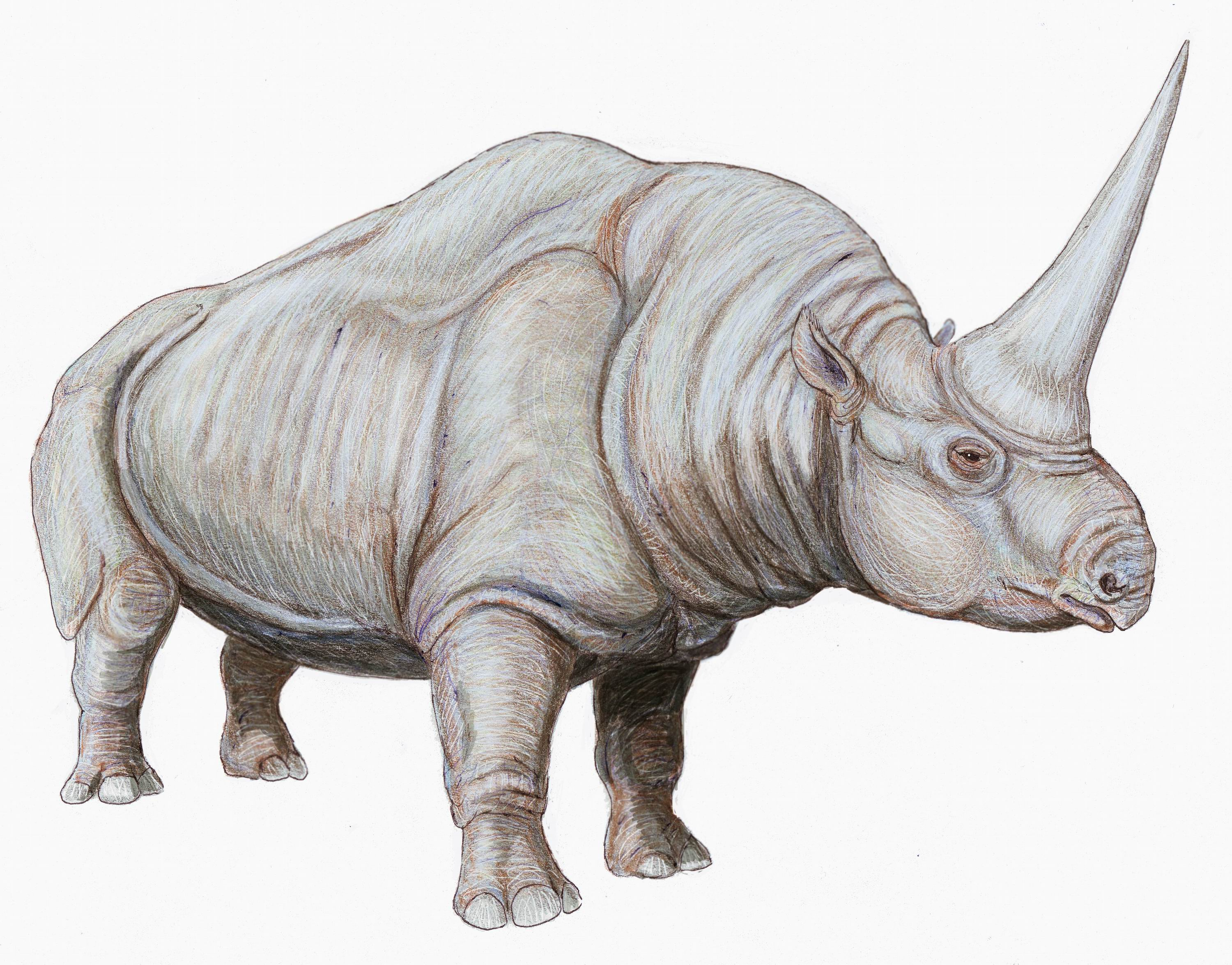
Elasmotherium caucasicum (реконструкция)
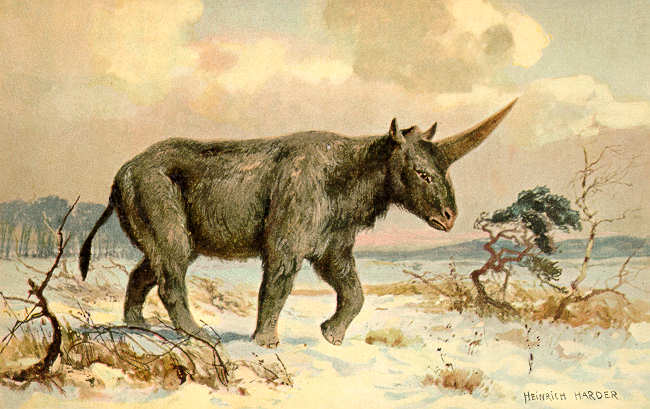
Эласмотерий. Рисунок Генриха Хардера (1920)
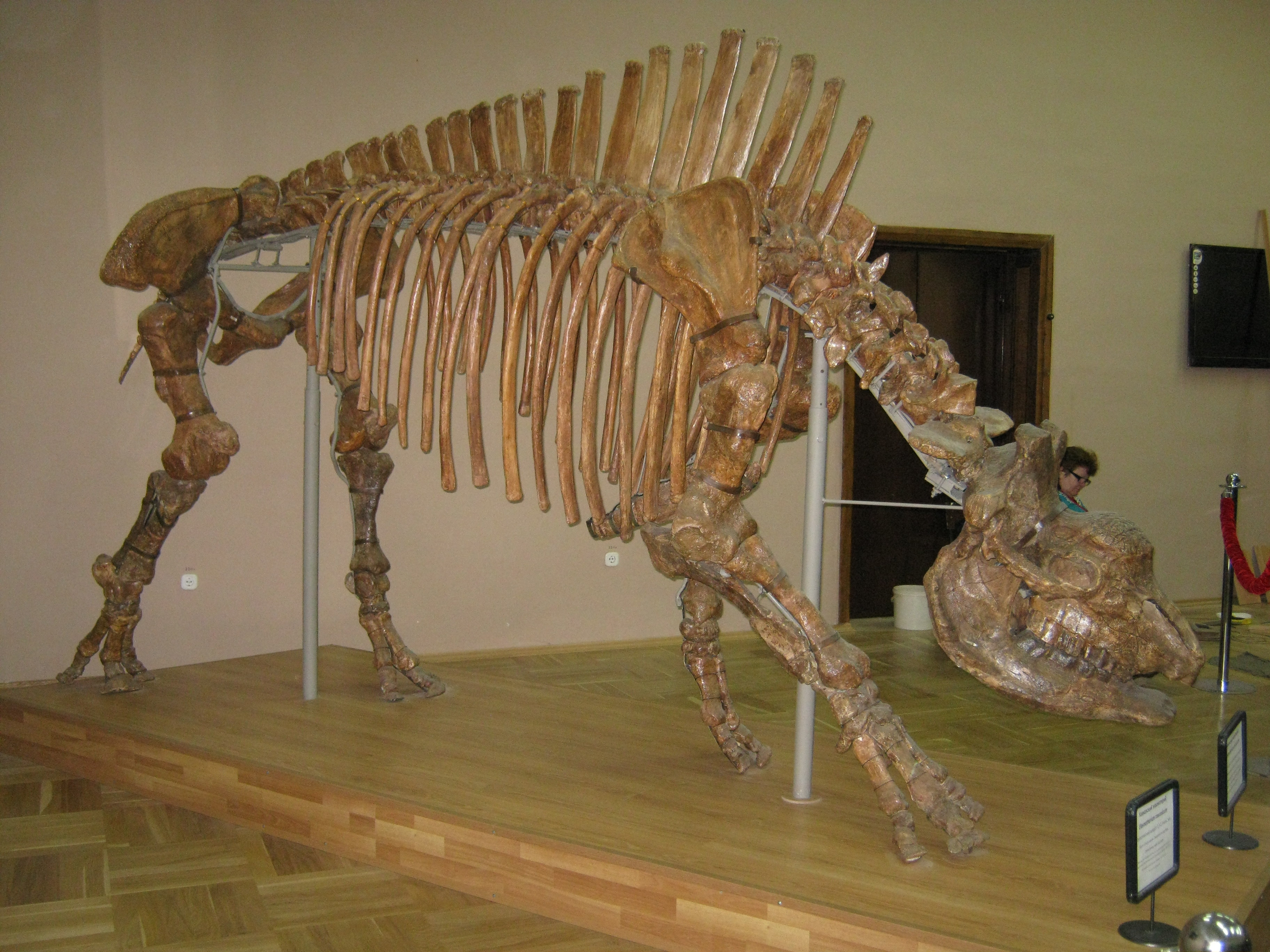
Скелет кавказского эласмотерия в Азовском музее-заповеднике
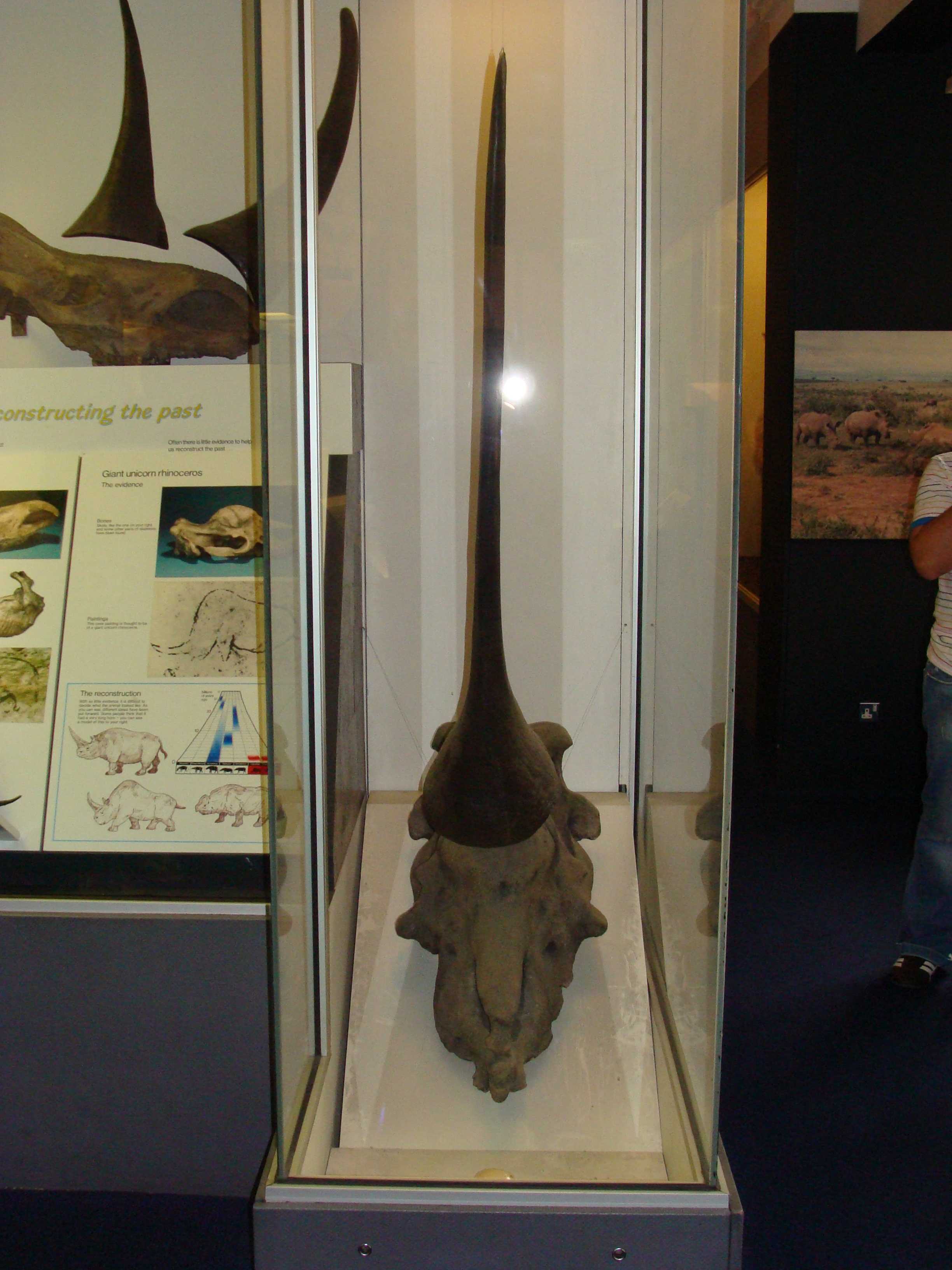
Череп Elasmotherium sibiricum с моделью рога
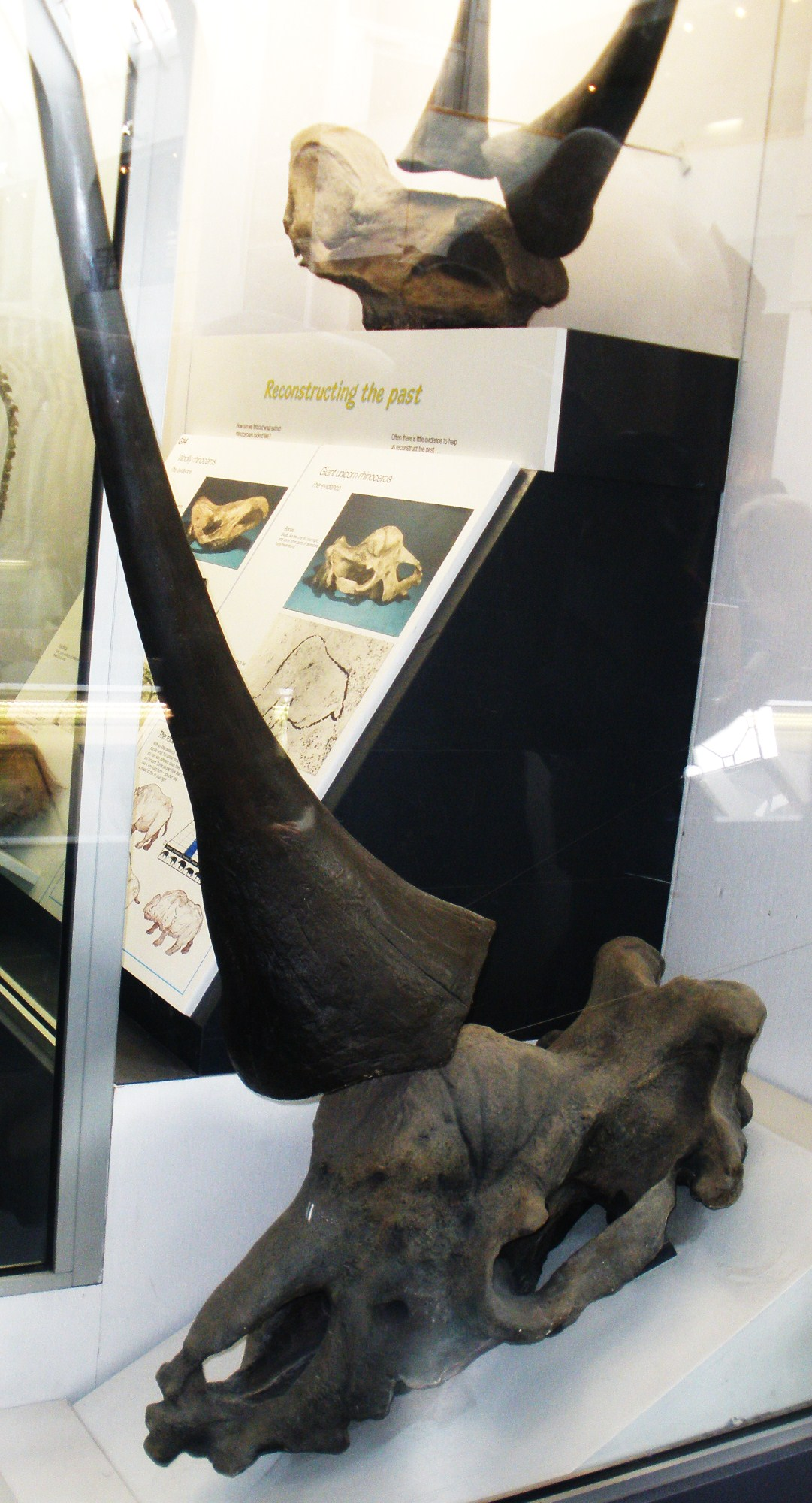
Череп Elasmotherium sibiricum с моделью рога
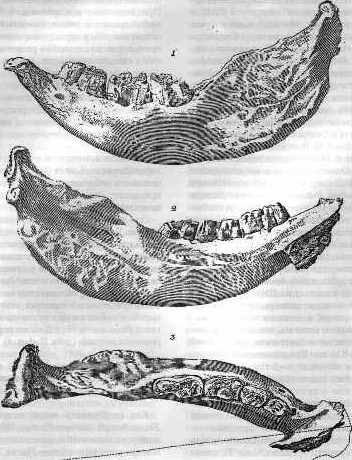
Челюсти эласмотериев